# Saobraćajni znakovi
Saobraćajni znakovi su znakovi postavljeni na ulici koji upozoravaju učesnike u saobraćaju kako se treba sigurno ponašati, odnosno koja pravila važe na određenoj deonici javne ulice. Oni stavljaju do znanja ograničenje zabrane i obaveze koje se učesnici u saobraćaju moraju pridržavati i daju potrebna obaveštenja za sigurno i bezbedno odvijanje saobraćaja. Postavljaju se sa desne strane puta, pored kolovoza, u smeru kretanja vozila i to tako da na jednom stubu budu najviše dva znaka.
Saobraćajni znakovi su deo saobraćajne signalizacije, koji pripadaju i sledeće kategorije:
- oznake na kolovozu ili trotoaru
- svetlosne oznake na putu
- branici ili polubranici
- privremena saobraćajna signalizacija
- druge oznake na putu

Uz saobraćajni znak može biti postavljena dopunska tabla koja je sastavni deo saobraćajnog znaka i koja bliže određuje njegovo značenje. Ako na mestu na kome se postavlja saobraćajni znak, zbog gustine saobraćaja, preti opasnost da učesnici u saobraćaju neće uočiti znak, znak se mora postaviti i na suprotnoj strani, odnosno levoj strani puta.
Vrste znakova:
1. Znakovi opasnosti
2. Znakovi izričitih naredbi
3. Znakovi obaveštenja

- U saobraćaju pomažu i dopunske table, koje stoje uvek ispod znakova.[2]

## Znakovi opasnosti
Služe za obaveštenje učesnika o opasnosti na određenom delu puta. Obično se stavljaju na udaljenosti većoj od 150m, imaju oblik jednakostraničnog trougla, bele boje sa crvenim obodom, a simboli na znaku su crne boje. U njih spadaju:
- Opasnost na ulici
- Ukrštanje ulica iste važnosti
- Ukrštanje sa sporednom ulicom pod pravim uglom
- Životinje na putu

### Približavanje opasnim krivinama
- Opasna krivina,
- Krivina nalevo,
- Krivina nadesno,
- Dvostruka krivina ili više uzastopnih krivina od kojih je prva nadesno,
- Dvostruka krivina ili više uzastopnih krivina od kojih je prva nalevo

### Promena konfiguracije puta
- Opasna nizbrdica
- Opasan uspon
- Suženje puta sa desne strane
- Suženje puta sa leve strane
- Suženje puta
- Neravan kolovoz-Opasne krivine i ulegnuća
- Neravan kolovoz-Opasne krivine
- Neravan kolovoz-Opasne izbočine

### Blizina posebne opasnosti
- Klizav kolovoz
- Pokretni most
- Blizina obale
- Odronjavanje kamenja sa desne strane
- Odronjavanje kamenja sa leve strane
- Opasnost od požara
- Neučvršćena bankina
- Opasnost na putu
- Kamenje pršti

### Promene u načinu saobraćaja
- Raskrsnica sa kružnim tokom saobraćaja
- Saobraćaj u oba smera
- Nailaženje na semafore
- Kolona zaustavljanje vozila

### Blizina raskrsnice gde se ukrštaju/spajaju putevi
- Ukrštanje puteva iste važnosti
- Ukrštanje sa sporednim putem pod pravim uglom
- Spajanje sporednog puta pod pravim uglom sa leve strane
- Spajanje sporednog puta pod pravim uglom sa desne strane
- Spajanje sporednog puta pod oštrim uglom sa leve strane
- Spajanje sporednog puta pod oštrim uglom sa desne strane
- Spajanje sporednog puta pod tupim uglom sa leve strane
- Spajanje sporednog puta pod tupim uglom sa desne strane

### Ljudi i životinje na putu
- Pešaci na putu
- Blizina pešačkog prelaza
- Deca na putu
- Biciklisti na putu
- Radovi na putu
- Životinje na putu
- Divljač na putu

### Objekti na/u blizini puta
- Blizina avionske piste
- Tunel, Tramvajska pruga
- Prelaz puta preko železničke pruge sa branicima ili polu branicima
- Prelaz puta preko železničke pruge bez branika ili polubranika
- Približavanje prelazu puta preko železničke pruge

### Pregled
- Opasnost na cesti (A01)
- Rasksnica cesta iste važnosti (A02)
- Rasksnica sa sporednom cestom pod pravim uglom (A03)
- Spajanje sporedne ceste pod pravim uglom s leve strane (A04)
- Spajanje sporedne ceste pod pravim uglom s desne strane (A05)
- Spajanje sporedne ceste pod oštrim uglom s leve strane (A06)
- Spajanje sporedne ceste pod oštrim uglom s desne strane (A07)
- Zavoj ulevo (A08)
- Zavoj udesno (A09)
- Dvostruki zavoj ili više uzastopnih zavoja od kojih je prvi ulevo (A10)
- Dvostruki zavoj ili više uzastopnih zavoja od kojih je prvi udesno (A11)
- Opasna nizbrdica (A12)
- Opasna uzbrdica (uspon) (A13)
- Suženje ceste (A14)
- Suženje ceste s desne strane (A15)
- Suženje ceste s leve strane (A16)
- Neravan kolovoz (A17)
- Neravan kolovoz (A18)
- Neravan kolovoz (A19)
- Klizav kolovoz (A20)
- Kamenje pršti (A21)
- Kamenje pada (A22)
- Nailazak na saobraćajna svetla (A23)
- Nailazak na saobraćajna svetla (A24)
- Radovi na cesti (A25) (s belom pozadinom)
- Radovi na cesti (A25) (sa žutom pozadinom)
- Promet u oba smera (A26)
- Raskrsnica s kružnim tokom prometa (A27)
- Poledica (A28)
- Prevrtanje ili iskliznuće vozila (A29)
- Kolona zaustavljenih vozila (A30)
- Neutvrđena bankina (A31)
- Pešaci na cesti (A32)
- Obeležen pešački prelaz (A33)
- Djeca na cesti (A34)
- Blizina Vazduhoplovne piste (A35)
- Tunel (A36)
- Bočni vetar (A37)
- Opasnost od požara (A38)
- Biciklisti na cesti (A39)
- Pokretni most (A40)
- Blizina obale (A41)
- Tramvajska pruga (A42)
- Životinje na cesti (A43)
- Divljač na cesti (A44)
- Prelaz ceste preko željezničke pruge s branicima ili polubranicima (A45)
- Prelaz ceste preko željezničke pruge bez branika ili polubranika (A46)
- Andrijin krst (A47)
- Približavanje prelazu ceste preko željezničke pruge s branicima ili polubranicima (A49)
- Približavanje prelazu ceste preko željezničke pruge bez branika ili polubranika (A50)
- Donja ploča s jednom crvenom crtom označava udaljenost od 80 metara od željezničke pruge
- Donja ploča s dve crvene crte označava udaljenost od 160 metara od željezničke pruge
- Donja ploča s tri crvene crte označava udaljenost od 240 metara od željezničke pruge

## Znakovi izričitih naredbi
To su znakovi ograničenja, obaveze i zabrane. Moraju se postavljati posle svake raskrsnice. Osnovna boja znakova ograničenja i zabrane je bela sa crvenim obodom, a simboli i natpisi su crne boje. Dok je osnovna boja znakova obaveze plava, a simboli i natpisi su bele boje.

### Znakovi koji određuju prvenstvo prolaza u raskrsnici
- Ustupanje prvenstva prolaza
- Obavezno zaustavljanje

### Znakovi zabrane kretanja u određenim smerovima
- Zabrana saobraćaja u oba smera
- Zabrana saobraćaja u jednom smeru
- Zabrana skretanja ulevo
- Zabrana skretanja udesno
- Zabrana polukružnog okretanja

### Znakovi zabrane kretanja za pojedine kategorije učesnika u saobraćaju
- Zabrana saobraćaja za motorna vozila
- Za autobuse
- Za teretna vozila
- Za vozila koja prevoze materije koje mogu da izazovu zagađivanje vode
- Zabrana saobraćaja vozilima koje prevoze eksploziv ili lako zapaljive materije
- Zabrana saobraćaja vozilima koje prevoze opasne terete
- Za motorna vozila koja vuku priključna vozila
- Za sva motorna vozila
- Zabrana saobraćaja za vozila označena simbolom

### Znakovi koji nameću određena pravila ponašanja u toku vožnje
- Najmanje rastojanje između vozila
- Zabrana preticanja za motorna vozila
- Zabrana preticanja za teretna vozila
- Ograničenje brzine
- Prvenstvo prolaza za vozila iz suprotnog smera
- Zabrana davanja zvučnih znakova

### Znakovi zabrane zaustavljanja i parkiranja
- Zabrana zaustavljanja i parkiranja
- Zabrana parkiranja
- Naizmenično parkiranje-neparni dani
- Naizmenično parkiranje-parni dani

### Znakovi zabrane prolaza bez zaustavljanja
- Carina
- Policija
- Putarina

### Znakovi za vozače motornih vozila
- Najmanje dozvoljena brzina
- Lanci na gumama
- Lanac za sneg

### Znakovi koji označavaju staze kojima je obavezno kretanje za pojedine učesnike u saobraćaju
- Biciklistička staza
- Pešačka staza
- Spojena staza za bicikliste i pešake
- Staze za jahače

### Znakovi koji propisuju obavezan smer kretanja za vozila u saobraćaju
- Obavezan smer-pravo
- Desno
- Levo
- Polulevo
- Poludesno
- Polukružno okretanje
- Obavezan smer kretanja određenih vozila

### Znakovi koji propisuju dozvoljene smerove kretanja za vozila u saobraćaju
- Dozvoljeni smerovi-pravo i levo
- Pravo i desno
- Levo i desno

### Znakovi koji nailaze na kružni tok, ostrvo ili neki drugi objekat
- Obavezno obilaženje sa desne strane
- Sa leve strane
- Sa obe strane
- Kružni tok saobraćaja

## Znakovi obaveštenja
To su znakovi koji nas obaveštavaju o potreba na putu kojim se kreću.Imaju oblik kvadrata, osnovna boja je žuta sa simbolima i natpisima crne boje, plava ili zelena sa simbolima i natpisima bele boje odnosno bela sa simbolima i natpisima crne boje. Osnova znakova turističke signalizacije za turistička odredišta od izuzetnog značaja je braon boje sa natpisima bele boje i simbolima crne boje na beloj osnovi. Za ostala turistička odredišta osnova znaka je bele boje, okvir i natpisi su crne boje, a simboli sa odgovarajućim programima. Izuzetno, na znakovima obaveštenja može biti upotrebljena crvena boja, ali ne može preovlađivati na znaku.

### Obaveštenja i preporuke o načinu vožnje na određenom delu puta
- Prvenstvo prolaza u odnosu na vozila iz suprotnog smera
- Put sa jednosmernim saobraćajem
- Put sa prvenstvom prolaza
- Završetak puta sa prvenstvom prolaza
- Brzina koja se preporučuje
- Slepi put
- Prepreka za usporavanje saobraćaja
- Označeni pešački prelaz
- Deca na putu
- Zona škole
- Završetak zone škole
- Pešačka zona
- Kraj pešačke zone
- Zona 30
- Kraj zone 30
- Zona usporenog saobraćaja
- Kraj područja usporenog saobraćaja
- Smer kretanja vozila koje namerava da skrene ulevo na raskrsnici na kojoj je skretanje ulevo zabranjeno
- Prestrojavanje vozila
- Saobraćajna traka za vozila javnog prevoza putnika
- Završetak saobraćajne trake za vozila javnog prevoza putnika
- Saobraćajna traka za spora vozila
- Završetak saobraćajne trake za spora vozila
- Tabla za usmeravanje - krivina ulevo;udesno
- Duga krivina ulevo i duga krivina udesno
- Opasna deonica puta

### Prestanak zabrana i ograničenja
- Prestanak zabrane preticanja svih motornih vozila osim motocikala bez prikolice
- Prestanak ograničenja brzine
- Prestanak svih zabrana

### Prestanak obaveza
- Prestanak najmanje dozvoljene brzine
- Prestanak obaveze nošenja lanaca za sneg
- Završetak biciklističke staze
- Završetak spojene biciklističke i pešačke staze

### Znakovi obaveštenja za vođenje saobraćaja
- Kružna raskrsnica
- Prestrojavanje vozila sa nazivima naseljenih mesta
- Putokaz za izlaz
- Putokaz za prestrojavanje za kretanje do određenog mesta
- Naziv petlje

### Označavanje puteva
- Auto-put
- Završetak auto-puta
- Tabla za označavanje izlaza
- Motoput
- Završetak motoputa
- Broj puta
- Broj deonice puta i kilometraža
- Ograničenje najveće dozvoljene brzine na putevima u Republici Srbiji

### Naselja
- Naziv naseljenog mesta
- Završetak naseljenog mesta
- Tabla za označavanje naziva ulica

### Parkiranje
- Zona u kojoj je ograničeno trajanje parkiranja
- Parkiralište; garaža
- Vremenski ograničeno parkiranje

### Objekti na putu i u blizini puta
- Bolnica
- Stanica za hitnu pomoć
- Radionica za opravku vozila
- Telefon
- Benzinska pumpa
- Hotel
- Motel
- Kafana
- Restoran
- Planinski dom
- Teren za kampovanje pod šatorima i u prikolicama
- Vatrogasna služba
- Autobusko stajalište
- Tramvajska stanica
- Aerodrom
- Luka
- Informacija
- Stanica policije
- Putni objekat
- Reka
- Odmaralište

### Znakovi obaveštenja koji se odnose na turističku signalizaciju
- Turistička informaciona tabla

### Znakovi obaveštenja za obeležavanje prepreka na putu
- Obilazak
- Skretanje iz jedne kolovozne trake u drugu
- Zatvaranje saobraćajne trake - leve;desne
- Predznak za zatvaranje saobraćajne trake - leve;desne
- Predznak za neposredno regulisanje saobraćaja na mestu na kome se izvode radovi
- Ograničenje korišćenja saobraćajne trake

### Ostali znakovi obaveštenja
- Podzemni ili nadzemni pešački prolaz
- Izlaz u slučaju opasnosti - levo;desno
- Izlaz u slučaju opasnosti - desno ;levo[3]

## Znakovi obaveštenja za tok saobraćaja
- Kružni tok
- Putokaz
- Putokazna tabla
- Raskrsnica
- Najava naseljenog mesta

## Način postavljanja saobraćajnih znakova
- Saobraćajni znak se uglavnom postavlja na šipku ili na stub javne rasvete, vrlo često se postavlja i na stub semafora, a neki put i na zid zgrade. On može ponekad da se pomoću posebnog nosača spoji bočno sa stubom javne rasvete, semaforom ili zidom zgrade.

## Spoljašnje veze

### Azija
- Pakistani Traffic Rules and Road Signs
- Indian Traffic Rules and Signals
- The Road User's Code: The Language of the Road by the Transport Department of the Government of the Hong Kong SAR

### Evropa
- Signs and markings British traffic signs from the Highway Code
- Danish traffic signs
- securite-routiere.gouv.fr (језик: француски)
- Know Your Traffic Signs - Department for Transport (UK) Архивирано на веб-сајту  (21. новембар 2010)
- German traffic signs and signals
- United Kingdom traffic signs and signals
- Norma 8.,1-IC Style manual for road signs in Spain (језик: шпански)

### Severna Amerika

#### Kanada
- Government of Quebec traffic control devices library - Extensive list of all road signs and signals from the Quebec Transport Ministry (језик: енглески)
- Road Signs in Ontario Архивирано на веб-сајту  (11. јул 2021), from the Ontario Ministry of Transportation.
- ICBC – Signs, signals and road markings from ICBC

#### Sjedinjene Države
- Publikacije Federalne uprave za autoputeve:
  - Part 2: Signs from the Manual on Uniform Traffic Control Devices
  - Standard Highway Signs and Markings
- Manual of Traffic Signs – private website based on the MUTCD
- Ensuring That Traffic Signs Are Visible at Night: Federal Regulations Congressional Research Service
- Traffic Signs Evolution Since 1925 to Present

### Stilovi
- Public domain fonts used on road signs

### Drugo
- Traffic signs Архивирано на веб-сајту  (21. септембар 2010) in Russian Federation
- A collection of street signs and traffic lights Архивирано на веб-сајту  (12. април 2019)
- Photos of directional signage on motorways
- Road signs
- Traffic signs in Croatia